# Homoneura torulus
Homoneura torulus är en tvåvingeart som beskrevs av Kim 1994. Homoneura torulus ingår i släktet Homoneura och familjen lövflugor. Inga underarter finns listade i Catalogue of Life.